# قانون ماساتشوستس للإصلاح التعليمي لعام 1993
قانون ماساتشوستس للإصلاح التعليمي لعام 1993 هو تشريع تم إصداره في ماساتشوستس يقضي بتنفيذ العديد من الإصلاحات التربوية على مدى سبع سنوات. وتضمنت الإصلاحات بدء المدارس المستقلة والاختبار الموحد أو MCAS. ويقوم ذلك القانون على أساس التعليم القائم على النتائج.

## وصلات خارجية
- Education Reform - Massachusetts Department of Education